# Europa 1400: The Guild
Europa 1400: The Guild – komputerowa gra strategiczna z elementami gry fabularnej, wyprodukowana przez 4Head Studios i wydana przez JoWooD Entertainment w 2002 roku.
Akcja toczy się po 1400 roku, kiedy to kwitnie handel, odkrywane są nowe lądy, a rola arystokracji zmniejsza się kosztem klasy kupców i biznesmenów. Gracz od podstaw kształtuje swojego bohatera, wybiera jego cechy, predyspozycje, pochodzenie, zawód (kowal, alchemik, duchowny, barman, złodziej). W zależności od trybu gry (pojedyncze misje lub kampania) zadaniem gracza jest wykonanie określonego zadania (np. zostania burmistrzem, zarobienia 15 tysięcy dukatów itp.) albo przeżycie, dorobienie się fortuny i stworzenie potężnej oraz szanowanej rodziny (dynastii).